# Grand Prix de Fourmies 2012
Il Grand Prix de Fourmies 2012, ottantesima edizione della corsa e valida come evento dell'UCI Europe Tour 2012, si svolse il 9 settembre 2012, per un percorso totale di 200 km. Fu vinto dal danese Lars Bak, che giunse al traguardo con il tempo di 4h45'01" alla media di 42,1 km/h.
Al traguardo 143 ciclisti portarono a termine il percorso.

## Squadre e corridori partecipanti
| N.      | Cod. | Squadra                       |
| ------- | ---- | ----------------------------- |
| 1-8     | BSC  | Bretagne-Schuller             |
| 11-18   | KAT  | Katusha Team                  |
| 21-28   | FDJ  | FDJ-BigMat                    |
| 31-38   | VCD  | Vacansoleil-DCM               |
| 41-48   | RNT  | RadioShack-Nissan             |
| 51-58   | LTB  | Lotto-Belisol Team            |
| 61-68   | STB  | Team Saxo Bank-Tinkoff Bank   |
| 71-78   | ALM  | AG2R La Mondiale              |
| 81-88   | ACC  | Accent Jobs-Willems Veranda's |
| 91-98   | COF  | Cofidis, le Crédit en Ligne   |
| 101-108 | SAU  | Saur-Sojasun                  |
| 111-118 | TT1  | Team Type 1-Sanofi            |

| N.      | Cod. | Squadra                      |
| ------- | ---- | ---------------------------- |
| 121-128 | TSV  | Topsport Vlaanderen-Mercator |
| 131-138 | LAN  | Landbouwkrediet-Euphny       |
| 141-148 | EUC  | Team Europcar                |
| 151-158 | COL  | Colombia-Coldeportes         |
| 161-168 | CJR  | Caja Rural                   |
| 171-178 | AND  | Androni Giocattoli-Venezuela |
| 181-188 | ARG  | Argos-Shimano                |
| 191-198 | FAR  | Farnese Vini-Selle Italia    |
| 201-208 | AUB  | Auber 93                     |
| 211-218 | RLM  | Roubaix-Lille Métropole      |
| 221-228 | LPM  | La Pomme Marseille           |

## Ordine d'arrivo (Top 10)
| Pos. | Corridore           | Squadra         | Tempo    |
| ---- | ------------------- | --------------- | -------- |
| 1    | Lars Bak            | Lotto-Belisol   | 4h45'01" |
| 2    | Alexander Kristoff  | Katusha         | a 1"     |
| 3    | Marcel Kittel       | Argos-Shimano   | s.t.     |
| 4    | Baptiste Planckaert | Landbouwkrediet | s.t.     |
| 5    | Jonathan Cantwell   | Saxo Bank       | s.t.     |
| 6    | Omar Bertazzo       | Androni Gioc.   | s.t.     |
| 7    | Francesco Lasca     | Caja Rural      | s.t.     |
| 8    | Steven Caethoven    | Accent.jobs     | s.t.     |
| 9    | Alessandro Bazzana  | Type 1-Sanofi   | s.t.     |
| 10   | Jimmy Casper        | AG2R La Mon.    | s.t.     |